# Ernest Leonard Johnson
| Odkryte planetoidy: 18 | Odkryte planetoidy: 18 | Odkryte planetoidy: 18 |
| ---------------------- | ---------------------- | ---------------------- |
| (1568) Aisleen         | 21 sierpnia 1946       |                        |
| (1580) Betulia         | 22 maja 1950           |                        |
| (1585) Union           | 7 września 1947        |                        |
| (1607) Mavis           | 3 września 1950        |                        |
| (1609) Brenda          | 10 lipca 1951          |                        |
| (1618) Dawn            | 5 lipca 1948           |                        |
| (1623) Vivian          | 9 sierpnia 1948        |                        |
| (1731) Smuts           | 9 sierpnia 1948        |                        |
| (1760) Sandra          | 10 kwietnia 1950       |                        |
| (1819) Laputa          | 9 sierpnia 1948        |                        |
| (1885) Herero          | 9 sierpnia 1948        |                        |
| (1922) Zulu            | 25 kwietnia 1949       |                        |
| (2546) Libitina        | 23 marca 1950          |                        |
| (2651) Karen           | 28 sierpnia 1949       |                        |
| (2718) Handley         | 30 lipca 1951          |                        |
| (2829) Bobhope         | 9 sierpnia 1948        |                        |
| (3184) Raab            | 22 sierpnia 1949       |                        |
| (5038) Overbeek        | 31 maja 1948           |                        |

Ernest Leonard Johnson (zm. ok. 1977) – południowoafrykański astronom. Pracował w Union Observatory do 1956 roku. Odkrył 18 planetoid oraz 4 komety, w tym okresową 48P/Johnson.